# Aleurolobus saputarensis
Aleurolobus saputarensis là một loài côn trùng cánh nửa trong họ Aleyrodidae, phân họ Aleyrodinae.
Aleurolobus saputarensis được Regu & David miêu tả khoa học đầu tiên năm 1993.